# Silvatici

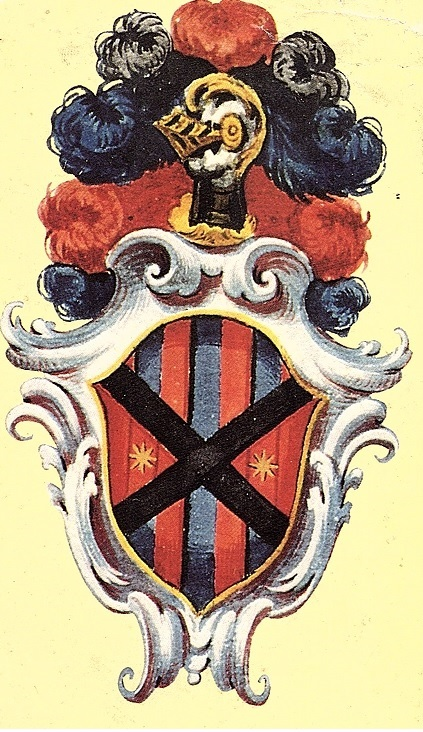
Stemma della famiglia Silvatici

I Silvatici sono una nobile famiglia pisana insignita del titolo di patrizi pisani e fiorentini inserita nel Libro d'oro della nobiltà italiana p. 660-661.

## Stemma
Lo stemma gentilizio della famiglia è descritto da Vittorio Spreti "di rosso a tre pali d'azzurro attraversati da una decusse (una croce di Sant'Andrea) di nero, accantonata ai fianchi da due stelle di otto raggi d'oro, poste sui pali d'Azzurro". Il blasone è accollato alla Croce dei Cavalieri di Santo Stefano. Prima del XVIII secolo si fregiava di uno scudo rappresentante Ercole, simbolo di forza.
Lo stemma dei Silvatici è visibile nei palazzi di Vicopisano, nel palazzo di Pisa (in piazza Santa Caterina), a Firenze in via delle Ruote e nella basilica di Santa Croce, come riportato dall'archivio storico di Firenze e dalla raccolta Ceramelli Papiani su "I blasoni delle famiglie toscane"

## Origini della famiglia: Lombardia e Capua
La famiglia Silvatici, con origini longobarde, si muove sulle grandi direttrici di espansione attraverso cui si insediano i Longobardi in Italia. Una parte in loro, si stabilisce al nord Italia e un'altra parte si dirige verso il Principato di Capua e di Salerno. Una parte continuò a risiedere nella Padania, mentre una parte si stabilì a Capua dedicandosi al commercio della seta e allo studio del diritto. Il documento più antico che riguarda la famiglia Silvatici si trova all'interno del Codice diplomatico bresciano che riporta la data dal 6 luglio 1175. In questo documento si parla della regolamentazione dei confini tra gli abitanti di Serlis e l'Abate di S.Pietro di Monte Ursino, uno dei confini più volte rammentato è dei Silvatici. (Calanchi Silvatici). Negli atti del Comune di Milano, anno 1194, nel Palazzo di Vercelli, si stabilisce la Pace tra i Cremonesi e i Milanesi, come testimonio ritroviamo Johannes Silvaticus fra i consoli di Asti. Altri documenti riguardanti la vita dei Silvatici nei territori della Lombardia riguardano il Nobile Vir. Mafeus de Silvaticis, mediolanensis, che dal primo ottobre 1464 in avanti ha una paga di trecento fiorini come capitano di ventura e certamente molto apprezzato dai Visconti.
Le notizie riguardanti il ceppo proveniente da Capua iniziano invece a partire dal "Ser Francesco venuto di Napoli" che era uno dei Baroni del Regno di Napoli nel 1400 quando il dominio era Aragonese. Il re Ferrante e il figlio cercarono di mettere ordine tra i Baroni Napoletani che battevano moneta e avevano un proprio esercito amministrando la giustizia. Dopo molte dispute fra il re e i Baroni, si giunse al 1486, anno della Battaglia fra gli Aragonesi e i Baroni, i quali persero pur avendo l'aiuto dalle Milizie Papali. La decisione del re dopo aver fatto uccidere un Principe di San Severino e il suo Segretario fu quella di esiliare i Baroni: Ser Francesco fu dunque anche lui esiliato e decise di trasferirsi con tutta la Famiglia a Pisa, seguendo la via della Seta.

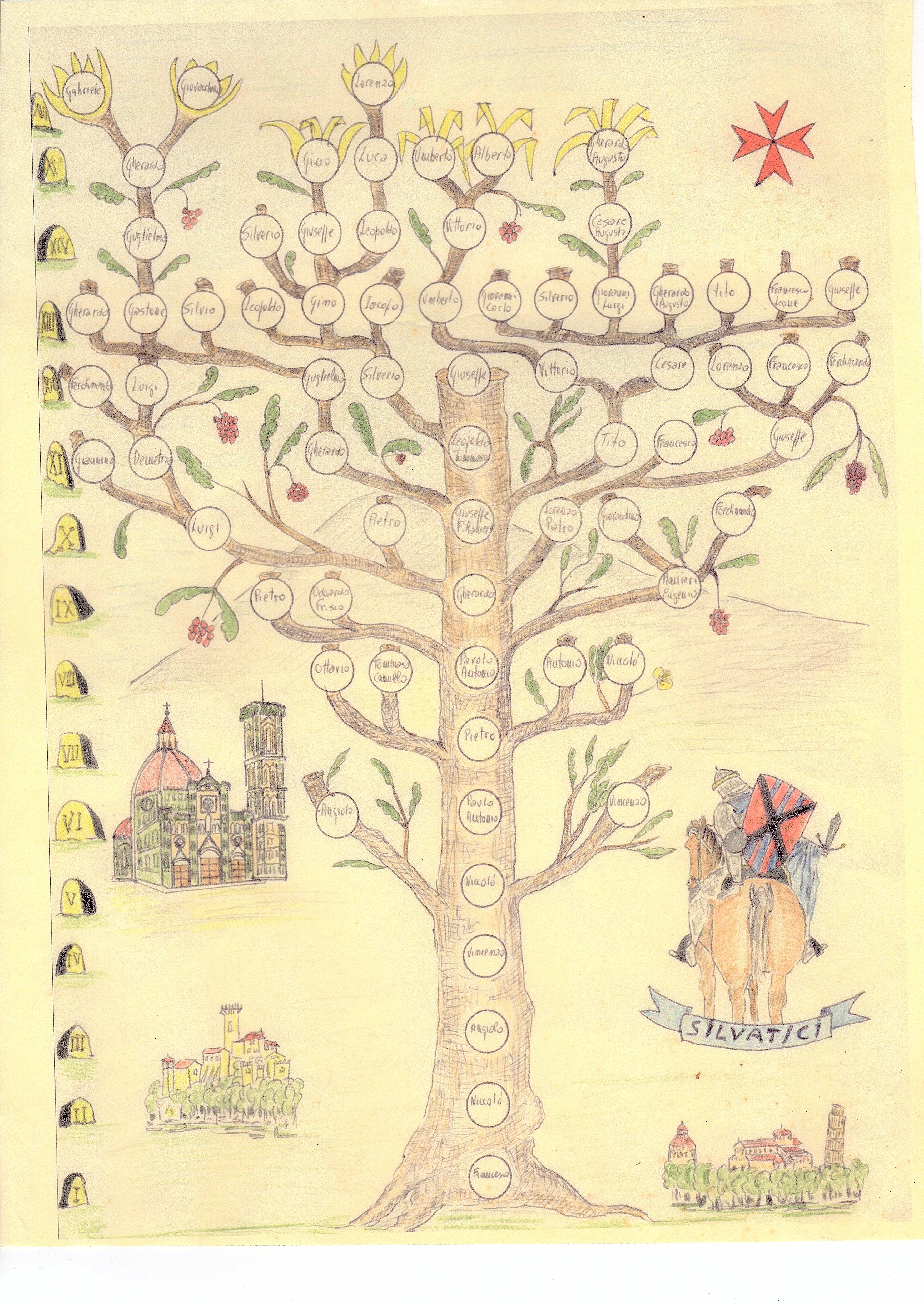
Albero genealogico della famiglia Silvatici aggiornato al 2002

## Patrizi pisani e fiorentini
Il primo ad arrivare in Toscana nella seconda metà del Quattrocento dal regno di Napoli fu dunque ser Franciscus de Silvaticis, abile commerciante di seta, forse richiamato a Pisa dalla favorevole legislazione varata dalle autorità cittadine a sostegno di tale arte. Ser Francesco giunse a Pisa con il figlio Niccolò designato nelle carte Pisane con il cognome "De Silvaticis di San Severino" e già nel 1502 Niccolò è fatto cittadino Pisano, nobile della città. 

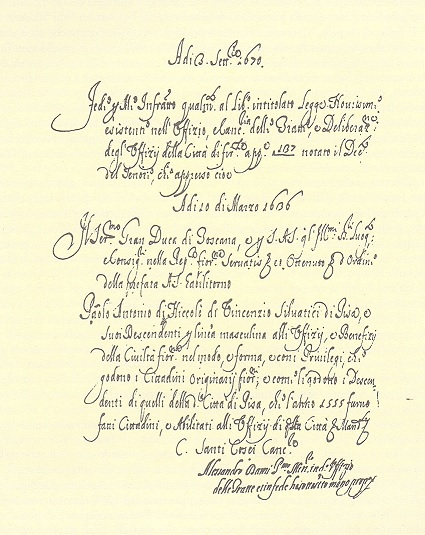
Cittadinanza fiorentina della famiglia Silvatici

In quel periodo, Pisa, dopo molte lotte con Firenze è assediata dai Fiorentini, l'assedio durò dal 1490 al 1509, anno in cui Pisa fu definitivamente assorbita dal potere fiorentino. Nel documento della Pace fatta tra Pisa e Firenze, si rammenta che Niccolò De Silvaticis San Severino, fu un rappresentante delle quindici famiglie privilegiate che firmarono la Pace fra la Repubblica Pisana e quella Fiorentina: "Unus ex quindecim familis privilegiatis inter pacem": questa dichiarazione è stata fatta dal Cancelliere pisano Vincenzo Aulla nel 4 febbraio 1629 servendo, per un processo di Nobiltá, per entrare nei Cavalieri di Santo Stefano.
La cittadinanza fiorentina fu ottenuta nel 1636 con tutte le "immunità, privilegi et esenzioni che godono i propri cittadini originali, e senza l'obbligo di venire ad abitare la città". La concessione fu possibile grazie alla disposizione di Cosimo I che aveva concesso questo privilegio ad otto famiglie di altrettante città dello Stato come ricompensa dell'aiuto fornito nella guerra contro Siena. Si era infatti estinto uno dei casati che aveva questo diritto e i Silvatici vi subentrarono a pieno titolo.

## Cariche cittadine a Pisa e Firenze
Cariche e onorificenze dei Silvatici dal 1500 ad oggi ricoperte
| Nome                                        | Carica ricoperta |
| ------------------------------------------- | --- |
| Niccolò di Ser Francesco                    | Civis pisanus (1502), firmatario pace Pisa-Firenze (1509) |
| Angelo di Niccolò                           | Anziano della Seta di Pisa, Priore di Pisa(1560-67,68) |
| Vincenzo di Angelo                          | Priore di Pisa (1588), Grasciere di Pisa (1582, 1590) |
| Niccolò di Vincenzo                         | Feudatario della Rocca di Faenza |
| Paolo Antonio di Niccolò                    | Priore di Pisa (1631), Cittadino e patrizio fiorentino (1636), Grascere di Pisa (1655) |
| Cap. Pietro di Paolo Antonio                | Capitano di Parte Nera, magistratura fiorentina. Priore di Pisa (1651,1657,1665,1672,1680,1681), uno dei XII riformatori della città di Pisa nel 1683, Potestà di Peccioli (1689), uno dei XII governatori della Pia Casa della Misericordia (1681), Operaio della chiesa e convento di San Francesco di Pisa, Console dell'arte della Seta |
| Paolo Antonio Giuseppe di Pietro            | Doganiere di Anghiari (1725), Priore di Pisa (1697,1709,1712,1719,1729), Potestà di Castelfiorentino (1732), Operaio del Duomo di Pisa |
| Tommaso Camillo di Pietro                   | Potestà di Campi (1715), Potestà di Ripafratta (1722), Potestà della montagna fiorentina (1727), Priore di Pisa (1728), Podestà di Castelfiorentino (1736) |
| Ottavio di Pietro                           | Cavaliere S.M.O. di Santo Stefano P. e M. (1688) |
| Pietro di Paolo Antonio Giuseppe            | Cavaliere S.M.O. di Santo Stefano P. e M. (1728), Priore di Pisa (1736,1741,1748,1754,1756) |
| Odoardo Francesco di Paolo Antonio Giuseppe | Capitano di Reggimento di cavalleria al servizio S.M. Cattolica a Madrid |
| Gherardo Maria di Paolo Antonio Giuseppe    | Priore della città di Pisa (1760, 1765, 1774), Confaloniere di Pisa (1779,1782), Uno dei fondatori del Casinò dei nobili a Pisa |
| Giuseppe di Gherardo                        | Cavaliere S.M.O. di Santo Stefano P. e M. (1783) |
| Lorenzo Pietro di Gherardo                  | Commendatore collatario di Grazia di Lettera A del S.M.O. di Santo Stefano P. e M. con motu proprio del Granduca Ferdinando III di Toscana (1823) |
| Giuseppe di Lorenzo (Il maggiore)           | Aiutante di campo e maggiore del Generale Ferrari Agradi del Granduca Leopoldo II. S.M.O. di Santo Stefano P. e M. Cavaliere al merito sotto il titolo di San Giuseppe, Maresciallo di Corte del Granduca di Toscana Ferdinando IV (1890)                                                                                                   |
| Giuseppe di Leopoldo                        | Sindaco di Vicopisano (1900) |
| Gherardo Silvatici                          | Capitano dell'esercito italiano morto durante in guerra in Libia nel 1911 |
| Giuseppe di Gino                            | Cavaliere al merito sotto il titolo di San Giuseppe (1998) |

## Giuseppe Silvatici e il titolo di Barone

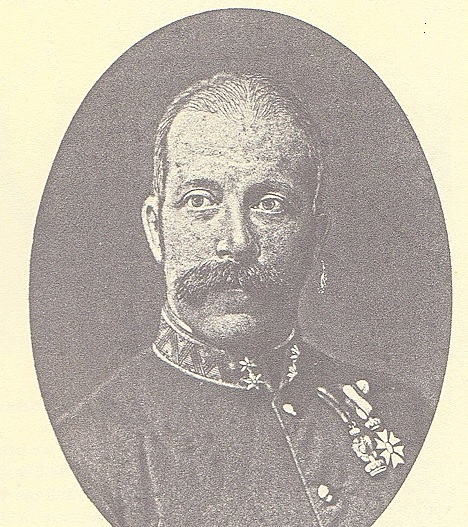
Giuseppe Silvatici, il cosiddetto Maggiore Fedeltà, che accompagnò il Granduca Leopoldo II Asburgo Lorena in esilio

Nel 1870 il Granduca Leopoldo II Asburgo Lorena lascia la Toscana a seguito del plebiscito che fece sì che la Toscana aderisse al Regno di Sardegna. Furono pochi i fiorentini che assistettero all'uscita di scena del Granduca Leopoldo II. Giuseppe, figlio di Lorenzo e Virginia Battaglini, fece una veloce carriera militare e nel 1859, a poco più di trent'anni, era aiutante del Generale Ferrari Agradi vivendo a Firenze. 
Molte notizie su di lui provengono dal suo diario, del 1859, pubblicato dallo storico Conte Giorgio Cucentrentoli, in cui racconta il suo viaggio a Napoli con le altezze reali, Leopoldo II e il giovane Principe ereditario, Ferdinando IV, in esilio. 
Dal tenore di questo diario si deduce che Giuseppe era intimo della famiglia Gran Ducale e li frequentava abitualmente. Nel luglio, oramai iniziati i moti della libertà italiana, si avvicina il Plebiscito con cui i toscani avrebbero scelto di annettersi al Regno di Sardegna. Il Granduca Leopoldo II decise in gran fretta di partire in esilio con la carrozza. 
Mentre la carrozza stava per partire, il maggiore Giuseppe Silvatici che assisteva addolorato ai preparativi del viaggio, di slancio salì a cassetta della carrozza, con la sola giacca che aveva addosso, per seguire nel bene o nel male i suoi sovrani, perdendo così tutti i suoi beni italiani. Da quel giorno il maggiore fece parte di quella piccola corte tutta toscana (marchesi Nerli, Pompeo Provenzali e la contessa Adele Palagi Spada) che condivise con i granduchi gli anni dell'esilio a Schlackenwerth, in Boemia e poi a Salisburgo. 
Il Silvatici, secondo quanto si apprende dalle cronache di Giorgio Cucentrentoli, tentò di convincere Leopoldo II, con altri tre ufficiali, a raggiungere il forte di San Martino a San Piero a Sieve per organizzare un ritorno a Firenze. Ma non ci riuscì. La fedeltà di Giuseppe Silvatici venne ricompensata con la concessione del titolo di Barone e il privilegio di far precedere al cognome il titolo di "Von". Ferdinando IV inoltre tributò al Silvatici la cittadinanza austriaca e la dignità di Maresciallo di Corte. 
Terminò dopo una lunga malattia la sua vita a Firenze in una casa di via Fiesolana assistito dalla moglie Maria de Lanz, il 16 febbraio 1913.

## La carrozza dell'esilio del Granduca di Toscana nel 1859

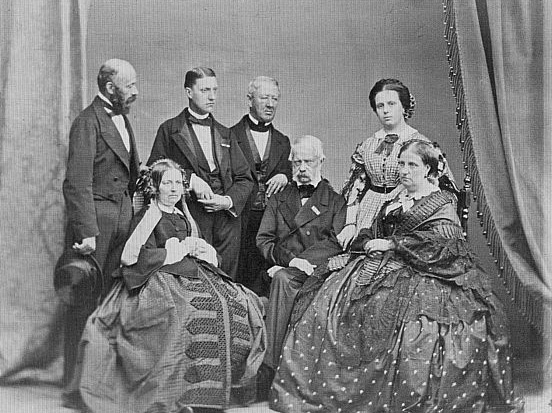
Leopoldo II con la moglie Maria Antonia, i figli Luisa e Carlo Salvatore, la sorella Maria Luisa e la corte, tra cui Giuseppe Silvatici (il primo a sinistra con la tuba)

Una sfarzosa carrozza tutta d'oro: era questa la berlina che portò fuori dalla Toscana, con la fine del granducato nel 1860, il Granduca Leopoldo II di Lorena accompagnato da Giuseppe Silvatici, detto appunto il "Maggiore Fedeltà" il 27 aprile 1859.

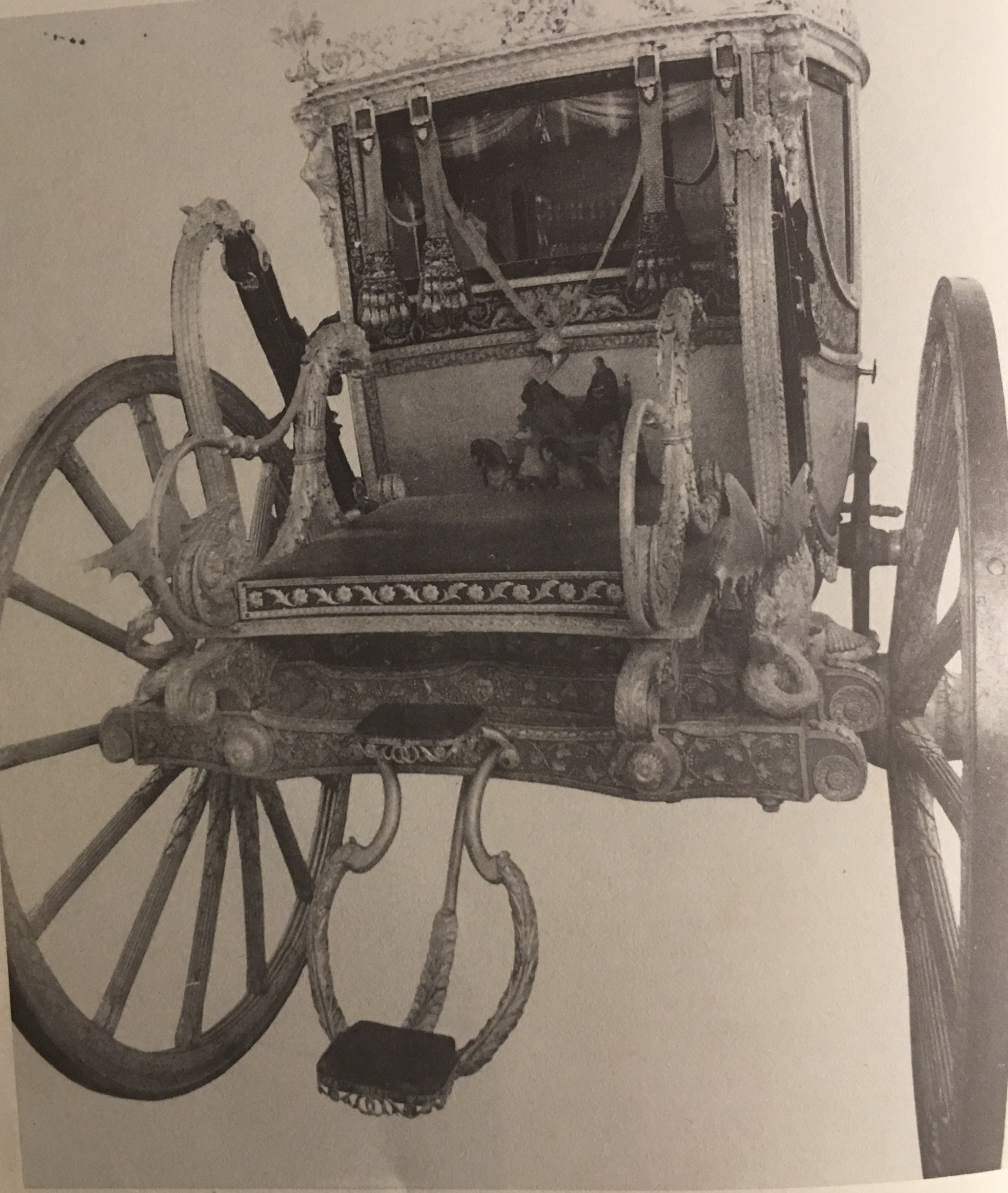
La carrozza dell'esilio dalla Toscana nel 1859 del Granduca Leopoldo II accompagnato da Giuseppe Silvatici, detto il Maggiore Fedeltà.

La carrozza si trova al "Museo delle Carrozze di Palazzo Pitti" a Firenze. La vettura era stata costruita nel 1818 dai valigiai fiorentini Busi e Dani per Ferdinando III. Accompagnò i reali passeggeri sin fuori Porta San Gallo (l'attuale piazza Libertà) e poi fu sostituita con una più adeguata ad affrontare le asperità e i tornanti della via Bolognese. La sontuosa carrozza, decorata sugli sportelli, sul fronte e sul retro dal pratese Antonio Marini con allegorie di grandi mecenati fiorentini, ebbe anche come passeggero, durante un suo soggiorno fiorentino il papa Pio IX. 

## Il palazzo Silvatici a Pisa
Il Palazzo Silvatici si trova nella cosiddetta piazza Santa Caterina e precisamente all'incrocio tra via S. Lorenzo, 43 e via Santa Cecilia, 29. È un palazzo settecentesco che all'interno possiede alcune stanze molto ben decorate. Notevole è il salone da ballo circondato da ballatoi e mirabilmente affrescato da Giovan Battista Tempesti e dal Tarocchi. Prima del palazzo di piazza Santa Caterina, i Silvatici avevano abitato nel quartiere di Mezzogiorno in cura di S. Cristina e di San Sebastiano in Kinzica. Nel 1622 il capitano Pietro Silvatici, dovendo investire la cospicua dote della moglie Elisabetta del Torto, procedette a perfezionare l'acquisto dell'immobile dalle suore di San Lorenzo. I Silvatici, affermatisi come grande famiglia nobile di Pisa, affidarono a Mattia Tarocchi e a Giovan Battista Tempesti gli abbellimenti artistici del palazzo. In particolare troviamo un'Allegoria delle Quattro Parti del mondo e illustrazioni mitologiche come quelle di Mercurio che lotta contro il Tempo. Si tratta di 140 stanze con un susseguirsi di saloni, gallerie e scenografie. All'interno si trova anche la cappella privata che mostra un dipinto raffigurante la Sacra Famiglia. Il palazzo rimase in capo alla famiglia Silvatici fino al 1935. L'avvocato Lami che fu l'inquilino fino al 1935 pretendeva il rimborso delle spese di restauro sostenute dal nipote di Giuseppe Silvatici (1845-1935). Il nipote Gino non volle sborsare l'ingente somma di denaro e il palazzo venne alienato a favore del professionista pisano. Il palazzo dei Silvatici a Pisa è stato sede del Partito Socialista ed è stato restaurato recentemente. 

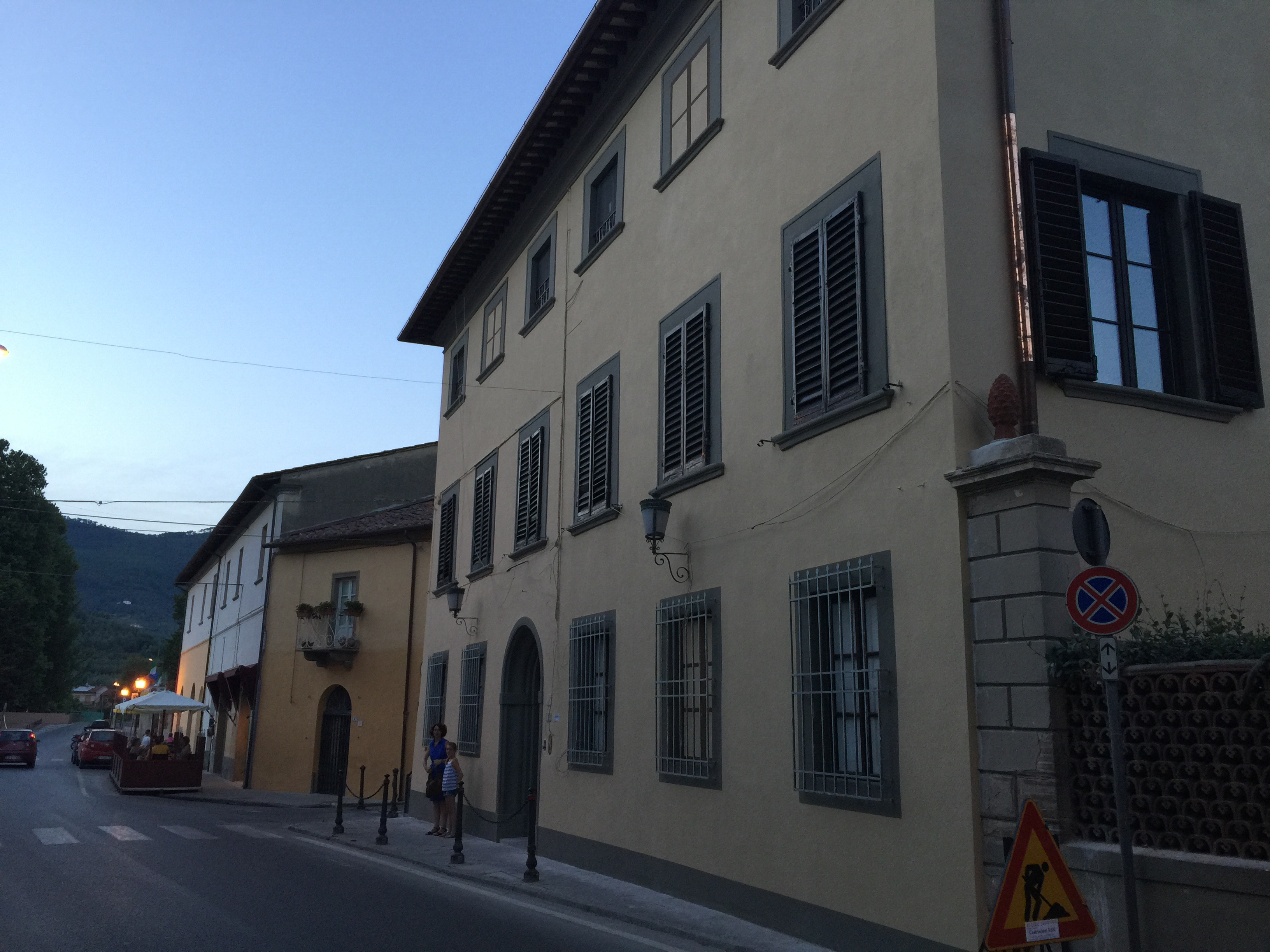
Uno dei palazzi Silvatici a Vicopisano ristrutturato nel 2015

## I Silvatici a Vicopisano

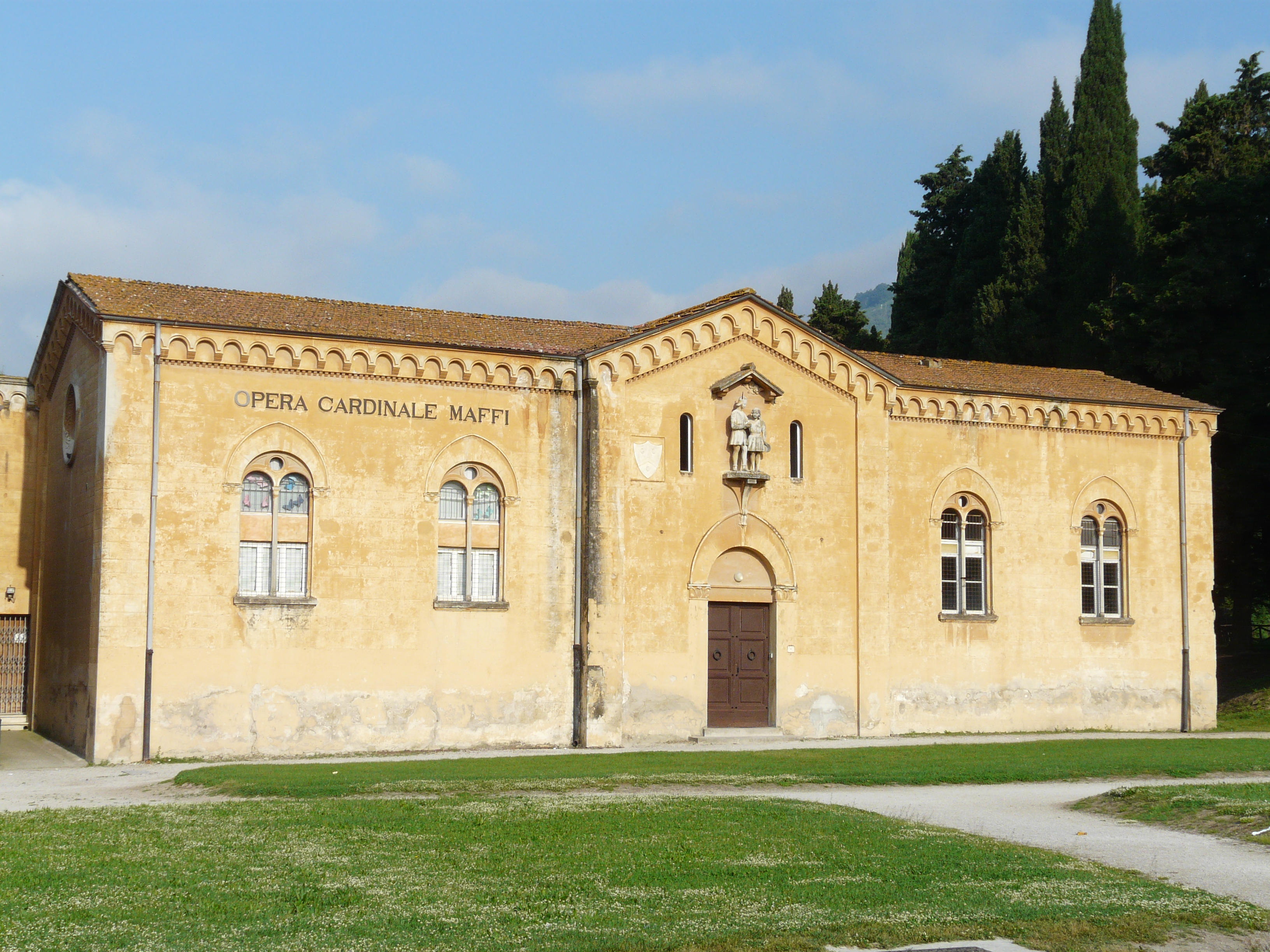
Piazza Silvatici con la Pieve e l'Opera Card. Maffi attualmente sede della scuola materna

La storia dei Silvatici a Vicopisano inizia con tre contratti fatti da Angelo di Niccolò nel 1532, e tutti e tre sono di compravendita o scambio di proprietà per dei beni che compra a Vicopisano. Nel 1532 Angelo di Niccolò fa un contratto di compravendita con Antonio di Urbano Urbani, operaio del Duomo di Pisa, di alcuni beni nel comune di Vicopisano. Lo scambio riguarda terre vicine all'oratorio di San Giovanni (ora ex famiglia Montezemolo) sulla strada verso Buti. Dalla Pieve di Vicopisano prende a livello un pezzo di terra il giorno 29 luglio 1539. L'"istrumento" del 20 luglio 1562, riporta la compravendita che fa Angelo di alcune terre in Mezzana, Vicopisano e San Frediano.
Attualmente a Vicopisano sono intitolati alla famiglia Silvatici:
- Palazzo Silvatici, detto anche "Ai Rivellini" di proprietà delle famiglie Conti, Falchi e Silvatici che in precedenza si estendeva fino all'attuale Circolo Ortaccio.
- Palazzo Silvatici, di proprietà della famiglia Iori - Calapà
- Piazza Silvatici antistante la pieve principale e l'Opera Card. Maffi con il monumento ai caduti. Palcoscenico di molti eventi culturali tra cui la Festa della Satira
- La Casa di riposo Silvio Silvatici gestita dall'Istituto Campostrini

## La storia di Elisa Silvatici Nistri e il ritratto del pittore Antonio Puccinelli

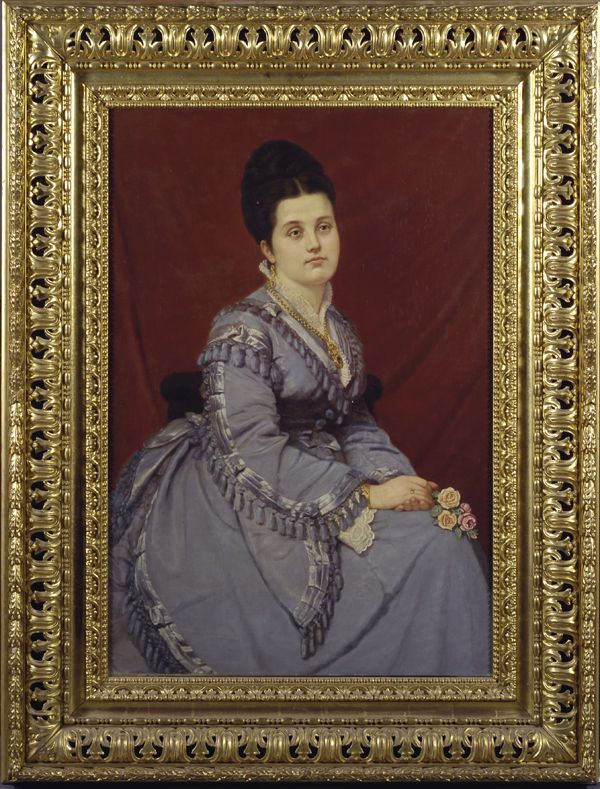
Il ritratto di Elisa Silvatici Nistri realizzato dal pittore macchiaiolo Antonio Puccinelli

La triste storia di Elisa Silvatici Nistri (1849-1874) è strettamente connessa al ritratto che fu commissionato dal marito Silverio Silvatici al pittore macchiaiolo Antonio Puccinelli. Il ritratto venne eseguito dall'artista il giorno del fidanzamento della giovane raffigurata nel quadro con l'allora Silverio Silvatici (1859-1898), figlio di Leopoldo Silvatici e Luisa Bigazzi. Leopoldo come la moglie si erano dimostrati ostili all'unione tra Elisa e il figlio, in quanto l'estrazione borghese di Elisa pareva loro poco confacente al casato dei Silvatici. Il rifiuto dei genitori al matrimonio indusse Silverio a chiudersi malinconico e solitario nella sua stanza donde dovette limitarsi, ormai rassegnato, a guardare dalla finestra Elisa che quotidianamente si recava a passeggiare sotto la sua abitazione. Solo dopo la morte del padre, Silverio poté sposare la donna del cuore, ma dopo men di un anno di serenità, la donna partorendo una bambina venne a mancare.
In ricordo di lei il marito fece collocare una lapide nella cappella gentilizia nel cimitero di Pisa. "Le genti ti ammirano e ti dicevano / ed eri veramente un angiolo, | o Elisa Nistri | morta puerpera il 16 gennaio 1874 | d'anni 24, mesi 10, giorni 8. | Compiuto appena l'anno | che stavo teco in felice matrimonio | o quanto sospirato | e di repente finito in dolore insanabile. | Che sventura, che affanno | che nascendo morì e ti spense | e sconsolato e solo senza speranza | sentirti perpetuamente viva nel mio cuore | e piangerti e richiamarti col desiderio | che sia teco l'anima mia."
E'stato rinvenuto anche un articolo di giornale dell'epoca Archiviato il 20 luglio 2018 in Internet Archive. che racconta la morte di Elisa Silvatici Nistri. 

## I possedimenti dei Silvatici a Lari
I possedimenti dei Silvatici non si limitavano al solo borgo di Vicopisano ma si estendevano anche all'interno del borgo di Lari. Ancora oggi possiamo apprezzare il Palazzo Silvatici in via Sonnino. La costruzione mostra al suo interno un piccolo giardino botanico con una serie di preziose piante esotiche e un cannone che sparava a salve a mezzogiorno. 

## Giornata di studio al comune di Vicopisano
Nell'aprile del 2002 si è tenuto a Vicopisano una giornata di studio sui Silvatici Archiviato il 12 marzo 2016 in Internet Archive. patrocinata dal Comune di Vicopisano. Ricorrevano i 500 anni dal momento in cui Niccolò ottenne nel 1502 a Pisa il titolo di Civis Pisanus. Durante tutto l'anno fu possibile consultare liberamente l'archivio storico della famiglia presso il palazzo situato al centro del paese di Vicopisano, in via Loris Baroni n.2. L'evento fu replicato anche a Pisa con una conferenza tenuta dal dott.Giovanni Ranieri Fascetti sui possedimenti dei Silvatici nella provincia di Pisa Archiviato il 10 marzo 2016 in Internet Archive.. La storia della famiglia è stata anche oggetto della trasmissione "l'obiettivo" n.6 della TV Vicopisano